# Lac Jim
Le lac Jim est un plan d'eau situé à 30 km au nord de Fort-Coulonge, Pontiac, Québec, Canada, dans la municipalité de Mansfield-et-Pontefract. Il fait partie d'un groupe de lacs interreliés composés également du lac Galarneau et du lac Gillies.
Le lac Jim se décharge par le ruisseau Jim vers la rivière Coulonge, à environ trois kilomètres au nord de l'embranchement de la rivière Coulonge-est. Un barrage en contrôle le débit.
La compagnie J.E. Boyle y installe une scierie dans les années 1940 et la fermera en 1959. Elle était située dans la partie nord du lac Jim, entre ce dernier et le lac Galarneau.
On y retrouve aujourd'hui de nombreux sites de villégiature.

## Occupation autochtone
En 1870, Peter Paul, un algonquin du lac des Écorces (Bark Lake) près de Maniwaki, Québec y installe sa famille, Madeleine Brizard et ses enfants Lizy et Cézar. Ce dernier, né en 1863 et décédé à l'été 1975, a vécu et travaillé dans la région durant sa longue vie puisqu'il aurait eu à son décès, 112 ans. Il serait ainsi un supercentenaire. Les parents de Peter sont Paul Aiacawasikate Wabiceci et Élisabeth Okitadjiwanokwe, originaires d'Oka.
La communauté s'agrandit avec l'arrivée des familles algonquines de Fred Gauvin, Jim Odix, Delphis Henri et d'un certain Chaussé.